# Двустворчатые протезы клапана сердца

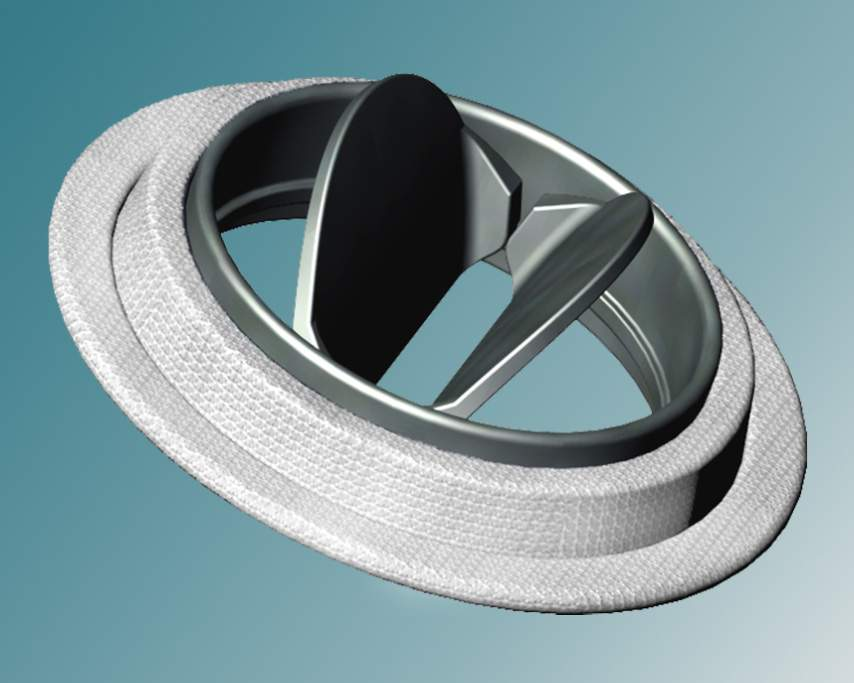
Двустворчатый протез клапана сердца

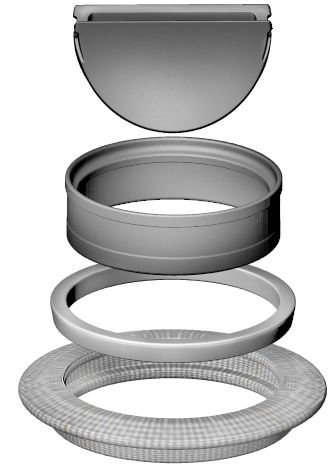
Состав элементов двустворчатого протеза клапана сердца.
Сверху вниз: створки / корпус / кольцо жёсткости / пришивная манжета

Двустворчатые протезы клапанов сердца относятся к группе осесимметричных механических искусственных клапанов сердца. Их отличительной чертой стала конструкция запирающего элемента в виде двух симметрично расположенных полуокружных створок, крепление которых с каркасом протеза осуществляется посредством шарнирного соединения.
При открытии протеза образуются три гидравлических отверстия, поперечные сечения которых достаточны для полного омывания створок протеза и обеспечения минимального сопротивления потоку крови. Створки открываются и закрываются в проходном отверстии седла корпуса. Шарнирное соединение выполняется в виде «ушек» на створках, вставляемых в пазы в форме «бабочки» с внутренней стороны корпуса. Форма этих пазов определяет движение створок на открытие и закрытие. Створки вращаются вокруг своей оси, позволяя потоку крови омывать шарниры, что  минимизирует накопление тромбов в этих областях. Материалом для изготовления створок, как правило, служит пиролитический углерод.

## Зарубежные разработки

### Первые разработки
В 1958 году, ещё в период начала разработки шаровых протезов, J. W. Holter впервые сформулировал концепцию двустворчатых протезов искусственных клапанов сердца.
В 1965 году В. R. Kalke, получивший образование в Индии и работавший в Университете Миннеаполиса, предложил К. У. Лиллехею конструкцию полностью титанового двустворчатого клапана с шарнирным механизмом крепления створок и М-образным ограничителем их движения. В первой модели оси поворота располагались ближе к периферии гидравлического отверстия, центральное проходное отверстие по площади превосходило боковые, створки в открытом положении были обращены к набегающему потоку своими криволинейными кромками. Однако добиться эффективной работы такой конструкции не удалось. В окончательном варианте оси клапана сердца Lillehei—Kalke были приближены к центру, тем самым центральное проходное отверстие было уменьшено относительно боковых, а створки при открытии были обращены к набегающему потоку своими прямолинейными кромками. Такое расположение осей оказалось настолько эффективным, что используется во всех известных двустворчатых конструкциях до сегодняшнего времени.
В 1968 году компания Surgitool изготовила единственный клапан Lillehei—Kalke, который К. У. Лиллехей имплантировал пациенту, умершему через двое суток, и идею протезов этого типа оставили в пользу других проектов, над которыми работала группа К. У. Лиллехея.

### Протезы марки St. Jude Medical
В 1976 году инженер X. С. Posis предложил хирургу D. Nicoloff проект двустворчатого клапана, похожего на первую модель Lillehei—Kalke. С этим проектом они обратились к М. Villafana — основателю компании, выпускающей кардиостимуляторы. Продолжение работы над проектом клапана привело к появлению модели, схожей со второй модификацией клапана Lillehei—Kalke, однако не имеющей М-образного ограничителя и полностью выполненной из пиролитического углерода, производство которого было освоено под руководством J. С. Bokros.
D. Nicoloff впервые имплантировал свой клапан 3 октября 1977 года в Миннеаполисе. М. Villafana предложил назвать клапан по имени Святого Иуды, согласно церковному преданию, помогающему больным.
Эта конструкция, известная под названием St. Jude Medical, очень быстро заняла лидирующее положение на рынке протезов сердечных клапанов. D. Nicoloff, не желая прерывать клиническую практику, отказался от предложенной должности медицинского директора новой компании — St. Jude Medical. По его просьбе на эту должность назначили К. У. Лиллехая, занимавшего её до своей смерти в 1999 году.
Корпус и створки протеза St. Jude Medical Standard выполнены из графита и покрыты пиролитическим углеродом. Кроме того, клапаны импрегнированы вольфрамом (5—10 % по весу) для обеспечения рентгеноконтрастности. Выемки шарнирного механизма в форме «бабочек» расположены во входных выступах корпуса седла. Угол открытия створок составляет 85° к плоскости корпуса; угол между открытыми створками (величина центрального гидравлического отверстия) — 10°, в закрытом состоянии створки соединяются под углом 120° по отношению друг к другу. Выходная кромка каждой створки расположена на уровне середины высоты кольца корпуса. Объём регургитации на этих протезах (7—11 % от ударного объёма в зависимости от диаметра протеза) не представляет клинической опасности. Пришивная манжета сделана из полиэстера. Пришивная манжета изначально была неподвижна относительно корпуса клапана, в последующем появилась возможность её вращения, что позволило хирургам во время операции менять ориентацию клапана. Протез выпускался для установки в митральную, аортальную и трикуспидальную позиции. Размеры для аортальной позиции по пришивной манжете: 19—25 мм, для митральной — 25—33 мм. За всё время использования было зарегистрировано лишь несколько случаев структурных отказов этих клапанов. Клапан St. Jude Medical производится с 1977 года и претерпел за это время несколько модификаций: по манжете — Masters (1995), Expanded (1996), Hemodinamic Plus (1996), Masters Silzone (1997), по корпусу — Regent (1999).
Главным отличием модели St. Jude Medical Masters является возможность вращения корпуса в пришивной манжете за счёт замены удерживающей обмотки спиральной пружиной и двумя стопорными кольцами.
В модели St. Jude Medical Masters Silzone была применена манжета с покрытием металлическим серебром путём ионно-лучевого испарения и осаждения (SZ-покрытие), в надежде, что слой серебра предотвратит колонизацию бактерий на протезах и последующий протезный эндокардит. Было доказано, что SZ-покрытие снижает адгезию и колонизацию микроорганизмов, — таких, как Staphylococcus aureus, Е. coli, Klebsiella pneumoniae, Candida albicans, — в культуре клеток в опытах на животных. Однако с применением протеза St. Jude Medical Masters Silzone некоторые хирурги стали связывать высокий риск образования значительной параклапанной фистулы (требующей реоперации или приводящей к смерти пациента), по сравнению с другими манжетами. Некоторые авторы отмечали высокий уровень тромбоэмболических осложнений при имплантации этих клапанов, что позволило сделать заключение о повышенной тромбогенной опасности SZ-покрытия. В связи с этим с января 2000 года производитель объявил о снятии с продаж всех клапанов с SZ-покрытием.
В модели St. Jude Medical Hemodinamic Plus имеется супрааннулярная пришивная манжета с интрааннулярным углеродным кольцом корпуса, что позволяет избегать расположения пришивной манжеты в фиброзном кольце после имплантации клапана. Эта новация увеличивает диаметр гидравлического отверстия на 2 мм относительно модели Standard без изменения конструкции корпуса, что обеспечивает этой модели гемодинамическое превосходство. Например, модель Hemodinamic Plus 19 типоразмера имеет гидравлическое отверстие того же диаметра (16,7 мм), что и модель Standard 21 типоразмера.
Модель St. Jude Medical Regent отличается тем, что шарнирный механизм створок клапана полностью опущен в углеродное кольцо корпуса, которое перемещено в супрааннулярную позицию вместе с пришивной манжетой. Кроме того, была уменьшена толщина стенки корпуса, что обеспечило увеличение диаметра гидравлического отверстия на 1 мм относительно модели Hemodinamic Plus.
Искусственные клапаны сердца St. Jude Medical имеют хорошие гемодинамические характеристики, низкую частоту тромбоэмболических осложнений и тромбоза протеза. Эти клапаны фактически стали «золотым стандартом», относительно которого оцениваются другие механические клапаны сердца. В 2000 году был имплантирован миллионный образец этого протеза. Коммерческий и, прежде всего, клинический успех клапанов St. Jude Medical, демонстрирующий преимущества двустворчатой конструкции, побудил других производителей к дальнейшему усовершенствованию устройств этого рода.

### Протезы марки Carbomedics
В 1986 году компания Sulzer Carbomedics, Inc. (Техас) представила новый двустворчатый клапан Carbomedics Standard. В его конструкции створки вращаются внутри кольца корпуса, в котором в виде углублений («бабочек») расположены шарнирные механизмы, хорошо промываемые кровью. Клапан имеет ряд нововведений, отличающих его от St. Jude Medical: монолитный корпус из пиролитического углерода не имеет крепёжных выступов, выходная кромка створки расположена близко к выходному краю кольца корпуса для придания дополнительной жёсткости и предотвращения выскакивания створок. Вокруг корпуса клапана размещается упрочняющее кольцо из титана, что позволяет менять положение протеза при имплантации. Угол открытия створок — 78° (у St. Jude Medical — 85°), их закрытие происходит  синхроннее и быстрее, что минимизирует объём регургитации. Мягкая пришивная манжета изготавливается из дакроновой ткани и прикрывает створки и входную часть корпуса протеза от нарастания паннуса, что позволяет уменьшить возможность развития параклапанной фистулы. Корпус и створки клапана рентгеноконтрастны. Первая клиническая имплантация протеза выполнена в 1987 году.
Существует несколько моделей клапанов Carbomedics, отличающихся формой и размерами пришивной манжеты.
Модель Carbomedics RSeries имеет уменьшенный посадочный диаметр пришивной манжеты без изменений внутреннего диаметра гидравлического отверстия, что позволяет имплантировать более крупные протезы в интрааннулярную позицию пациентам с узким фиброзным кольцом, что снижает необходимость в аннулопластике по расширению корня аорты.
Клапаны Carbomedics Pediatric / Small Adult отличаются ещё меньшими размерами пришивной манжеты: 16—19 мм для аортальной позиции и 16—21 мм для митральной. Внедрение этой модели началось с 1991 года и обусловлено тем, что стандартные клапаны часто не подходят для протезирования детей и лиц, имеющих маленький рост и узкие фиброзные кольца. Толщина пришивной манжеты из полиэстера уменьшена настолько, что позволяет имплантировать 19-мм седло корпуса искусственного клапана сердца пациенту с 16-мм отверстием фиброзного кольца. Это обеспечивает повышение интенсивности тока крови и согласование гемодинамических требований с ростом пациента. При этом снижается необходимость повторной замены клапана в растущем сердце. Его маленькие размеры и супрааннулярная имплантация позволяют хирургу увеличивать размер клапана на 2—4 мм, предотвращая необходимость расширения корня аорты.
Модели Carbomedics OptiForm и Carbomedics Orbis Universal имеют податливые манжеты, что позволяет хирургу перемещать клапан, изменяя места вкола и выкола иглы. Это особенно актуально при повторном протезировании, когда у больного имеется жёсткое ригидное кальцинированное фиброзное кольцо. Второе положительное качество пришивной манжеты этого типа заключается в том, что она является симметричной относительно центральной плоскости корпуса, что позволяет хирургу менять уровень имплантации клапана. Например, в случае гипертрофии межжелудочковой перегородки при митральном протезировании клапан может быть «приподнят» для уменьшения обструкции выходного тракта левого желудочка.
Модель Carbomedics Top Hat предназначена для супрааннулярной имплантации. Маленький размер и расположение позволяют хирургу использовать клапан, на один размер превосходящий аналог для интрааннулярной имплантации, что особенно важно для пациентов с узким корнем аорты. Благодаря своему свойству подходить к разным размерам фиброзного кольца, эта модель обеспечивает увеличение площади тока крови и снижает градиенты давления.
Модель Carbomedics SuMit была разработана для имплантации в митральную позицию в ситуации с дефицитом пространства в зоне имплантации. Манжета клапана имеет плоский край на выходной стороне, что минимизирует обструкцию внутри левого желудочка. Все компоненты протеза остаются скрытыми в предсердии как при супрааннулярном, так и при интрааннулярном расположении манжеты. Особенно этот клапан показан при двухклапанном протезировании и при протезировании митрального клапана с сохранением подклапанных структур.
На 2000 год было имплантировано более 325 тысяч протезов Carbomedics, при этом не сообщалось ни об одном случае структурного отказа клапана.

### Протезы компании Baxter
Пытаясь уменьшить объём регургитации через клапан, американская компания Baxter—Edwards в 1982 году выпустила аортальный протез Edwards Duromedics, имевший изменённую конструкцию шарниров и так называемую «посадочную губу», помогавшую створкам плотнее соединяться при закрытии во время диастолы левого желудочка. Корпус протеза изготавливался из сплава Stellite, покрытого пиролитическим углеродом. Створки выполнялись из графита, импрегнированного вольфрамом и покрытого пироуглеродом. Материалом для пришивной манжеты был выбран дакрон с покрытием Biolite. Однако «посадочная губа», одновременно с уменьшением объёма регургитации, уменьшала и полезную площадь гидравлического отверстия (что нивелировало её запирающие преимущества) и являлась источником турбулентности потока крови. Поэтому в 1988 году производитель снял клапан с продаж, ссылаясь на механическую дисфункцию 12 протезов из общего числа 20000 имплантаций.
Однако в июне 1990 году клапан вернулся на рынок в качестве модифицированной модели Edwards Tekna, но широкого распространения так и не получил. Сейчас он не выпускается.

### Протезы производства Sorin Biomedica
В 1990 году итальянская компания Sorin Biomedica, наряду с поворотно-дисковыми, начала выпуск двустворчатых клапанов Sorin Bicarbon. Она объединила изогнутые створки из пиролитического углерода, напоминающие конструкцию Edwards Duromedics, с титановым корпусом, покрытым углеродной плёнкой, снижающей тромбогенность протеза. Такое решение упростило технологию производства корпуса. Пришивная манжета, сделанная из двойного велюрового политетрафторэтилена, также имеет углеродное покрытие. Угол открытия клапана составляет 80°, створки и корпус являются рентгеноконтрастными. Изогнутые створки обеспечивают равенство трёх проходных отверстий клапана. Кроме того, подвешивающий шарнирный механизм устроен так, что пропускает незначительный обратный ток крови вблизи подвесных устройств («ушек» створок), способствуя «промыванию» данной области и снижению риска тромбоза даже в закрытой позиции клапана. Стандартная модель Sorin Bicarbon имеет диаметры седла искусственного клапана сердца по пришивной манжете 19—31 мм для аортальной и 19—33 мм митральной позиций. Модель Sorin Bicarbon Fitline отличается уменьшенной пришивной манжетой при тех же размерах. За время использования протеза данных о его механической дисфункции нет, однако был выявлен износ углеродного покрытия на каркасном кольце из титана и на шарнирном механизме «бабочек». Этот износ не вызывал дисфункцию клапана.
Модель Bicarbon Slimline отличается меньшими размерами пришивной манжеты, что позволяет имплантировать более крупные по гидродинамическому отверстию протезы в заданный диаметр фиброзного кольца пациента. Такая конструкция снижает градиенты давления на протезе и увеличивает эффективную площадь его гидродинамического отверстия, что улучшает общую гемодинамику.

### Протезы марки Edwards Mira
Американская компания Edwards Lifesciences приобрела право на выпуск Sorin Bicarbon в США под маркой Edwards Mira, при этом, оставив общий дизайн клапана, изменила пришивную манжету на более лёгкую и имеющую силиконовые вставки для облегчения имплантации, и использовала другие материалы: корпус изготавливался из сплава Stellite, покрытого пиролитическим углеродом; изогнутые створки — из графита с импрегнацией вольфрамом и покрытием из пиролитического углерода; пришивная манжета — из дакрона с углеродным покрытием или без него.
Однако вскоре протез был снят с продаж из-за регистрации случаев отрыва створки. Причиной оказалась повышенная микропористость материала и кавитационные разрушения. После усовершенствования манжетного амортизатора ударов при закрытии створок и улучшения качества контроля над процессом их изготовления, клапан был возвращен на рынок.

### Протезы производства ATS Medical
В 1992 году компания ATS Medical предложила свой проект двустворчатого клапана. Его особенностью стало наличие специальных пазов на створках и соответствующих им полусферических выступов на внутренней поверхности корпуса клапана. Такое устройство шарнира обеспечивает его лучшее промывание и уменьшает  вероятность тромбозов и тромбоэмболических осложнений. Модель ATS Standard (первоначально ATS Open Pivot Heart) характеризуется низкими шумовыми эффектами при закрытии и небольшими габаритами. Ротационное упрочняющее кольцо выполняется из титана, корпус клапана — из пиролитического углерода, створки — из графита, покрытого пиролитическим углеродом, импрегнированным 20 % вольфрама по весу, материал пришивной манжеты — двойной велюровый дакрон, обеспечивающий контролируемый рост тканей, со вставками из тефлона для увеличения гибкости материала. Клапан предназначен для интрааннулярной имплантации.
Кроме того, выпускается модель AP-ATS (advanced performance), отличающаяся формой пришивной манжеты и предназначенная только для супрааннулярной имплантации.
Этим клапанам свойственна повышенная возможность визуализации из-за высокого содержания вольфрама в толще створок. Титановое упрочняющее ротационное кольцо также рентгенконтрастно.

### Протезы марки Medtronic
В марте 1994 года компания Medtronic в сотрудничестве с фирмой Carbon Implants Inc. начала клиническое испытание двустворчатого протеза Medtronic Parallel. Он был разработан для улучшения гидродинамических характеристик клапана путём увеличения угла открытия створок до 90°. Авторы надеялись, что параллельное положение створок обеспечит лучшую гемодинамику с более низким перепадом давления на клапане. Чтобы ограничить чрезмерную регургитацию крови при закрытии, угол между створкой в закрытом положении и корпусом был увеличен до 40° (у других двустворчатых моделей он составляет 20—30°), что потребовало увеличения высоты корпуса протеза. Из-за сложности конструкции (в частности, шарнирного механизма) клапан не был внедрен в кардиохирургическую практику. В 1999 году конструкция была доработана, получив название Medtronic Advantage.

### Протезы марки On-X
После завершения участия в проекте клапана Medtronic группа сотрудников компании Carbon Implants Inc. в 1996 году основала в США новую компанию под названием Medical Carbon Research Institute (ныне — On-X Life Technologies, Inc.)
Разработанный ими клапан On-Х, подобный модели Medtronic Parallel, имел удлинённый корпус, угол открытия створок 90° и угол закрытия 40°. Шарнирный монизм клапана повторяет конструкцию St. Jude Medical и Carbomedics — углубления в корпусе в виде «бабочек».
Пиролитический углерод, использованный разработчиками, не легируется кремнием, в отличие от других клапанных материалов, имеющих в своем составе высокотемпературные модификации углерода. Этот материал, названный On-X carbon, отличается уникальным строением углерода и улучшенными механическими характеристиками и предназначен для снижения тромбогенности, усиления прочности и долговечности. Корпус клапана выполняется из On-X carbon, створки из графита с добавлением 20 % вольфрама с покрытием On-X carbon. Пришивная манжета из тефлона крепится к клапану при помощи титанового упрочняющего кольца. Все модели клапана имеют супрааннулярную пришивную манжету и интрааннулярное кольцо корпуса. Удлинённое седло корпуса уменьшает угол закрытия створок, вследствие чего объём регургитации при закрытии клапана снижается, а скорость закрытия створок замедляется, снижая воздействие кавитации. Интрааннулярное кольцо корпуса и клапанные амортизаторы обеспечивают защиту окружающих тканей от травмы.
Существует модификация Conform-X, имеющая податливую манжету, подходящую для различных размеров фиброзного кольца пациента.

## Разработки в СССР, России и Белоруссии

### Протезы марки Карбоникс
В СССР разработку двустворчатых клапанов начали сотрудники Специального конструкторского бюро медицинской тематики КЧХК с 1981 года. Уже в 1987 году была изготовлена опытная партия для проведения клинических испытаний. В 1990 году было получено разрешение на широкое клиническое применение клапана Карбоникс-1 и начато его серийное производство. В клинической практике применяются две модификации: с корпусом и с корпусами цилиндрическим и имеющим диффузор. Протез имеет кольцо жёсткости из прецизионного сплава 40КХНМ, предотвращающее заедание и выпадение створок из-за деформации корпуса.
В конструкции Карбоникс-1 впервые реализован новый принцип крепления запирающего элемента в корпусе, который предусматривает возможность вращения створок вокруг центральной оси в соответствии с действующим на них током крови. Эта особенность конструкции позволяет створкам самоориентироваться в потоке, обеспечивая оптимальные условия функционирования, исключает необходимость корректировать ориентацию протеза во время проведения операции и обеспечивает более равномерное безотрывное омывание всех его элементов и окружающих структур сердца, что исключает наличие застойных зон и снижает вероятность тромбообразований. Аэродинамический профиль створок, угол их установки и поворота и взаимосвязь этих параметров с конфигурацией внутренней поверхности корпуса протеза обеспечивают отсутствие сужения потока крови и напряжение его структуры, что обусловливает высокое быстродействие протезов, снижает травму форменных элементов крови и уровень шума при работе клапана. В закрытом состоянии створки протеза находятся под углом 30—35° к плоскости корпуса, в открытом — 85°.
В проведённых на протезе Карбоникс-1 исследованиях профиля скоростей потока при максимальном значении систолы (в Институте Гельмгольца, Германия) и гемодинамических характеристик протеза методом компьютерного моделирования (Шеффилдский университет, Англия) было отмечено безотрывное обтекание элементов клапана потоком крови при безопасных значениях сдвиговых напряжений в пограничном слое, отсутствие сужения потока крови и нарушения его структуры.

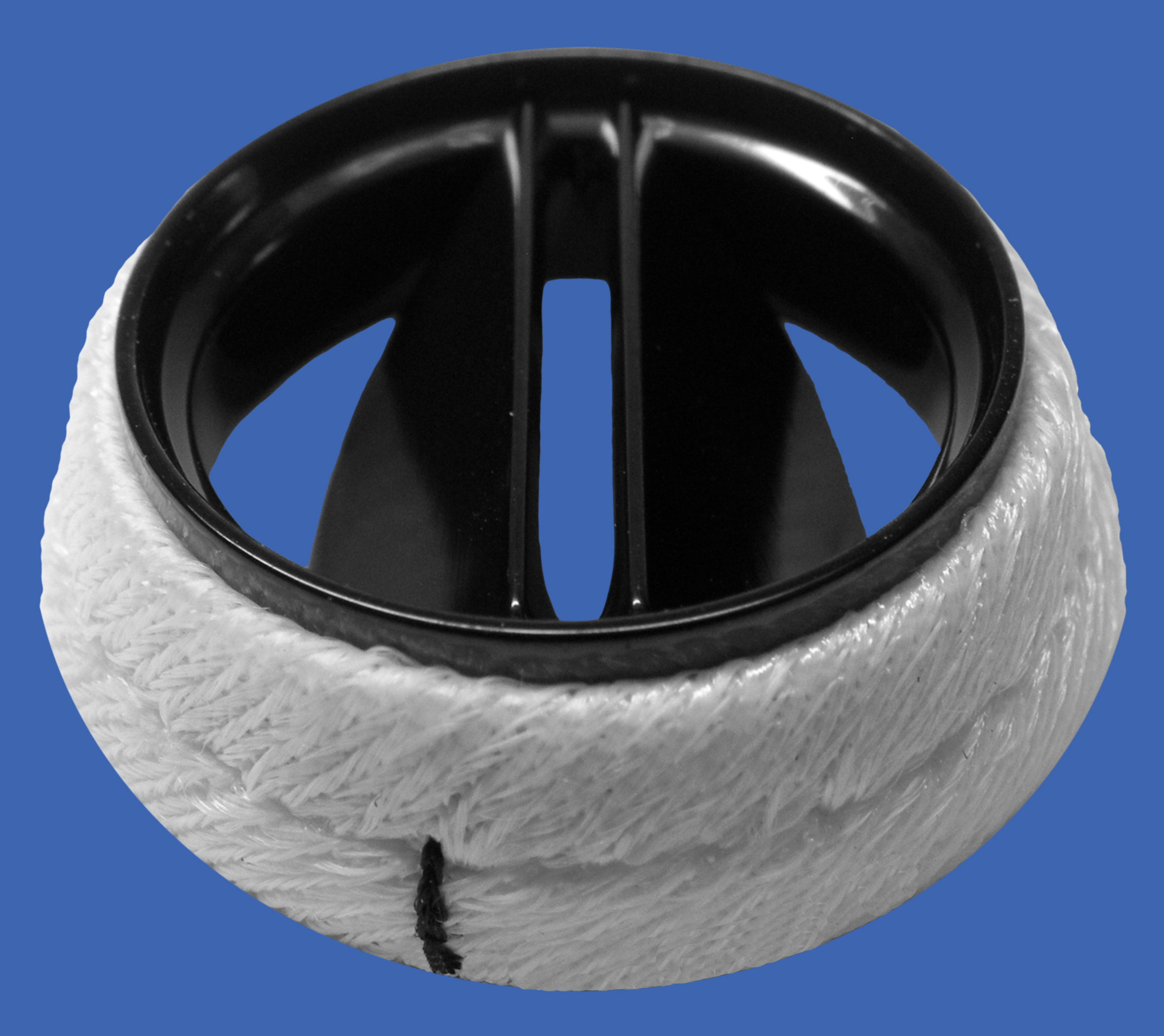
Аортальный ПКС Карбоникс-1
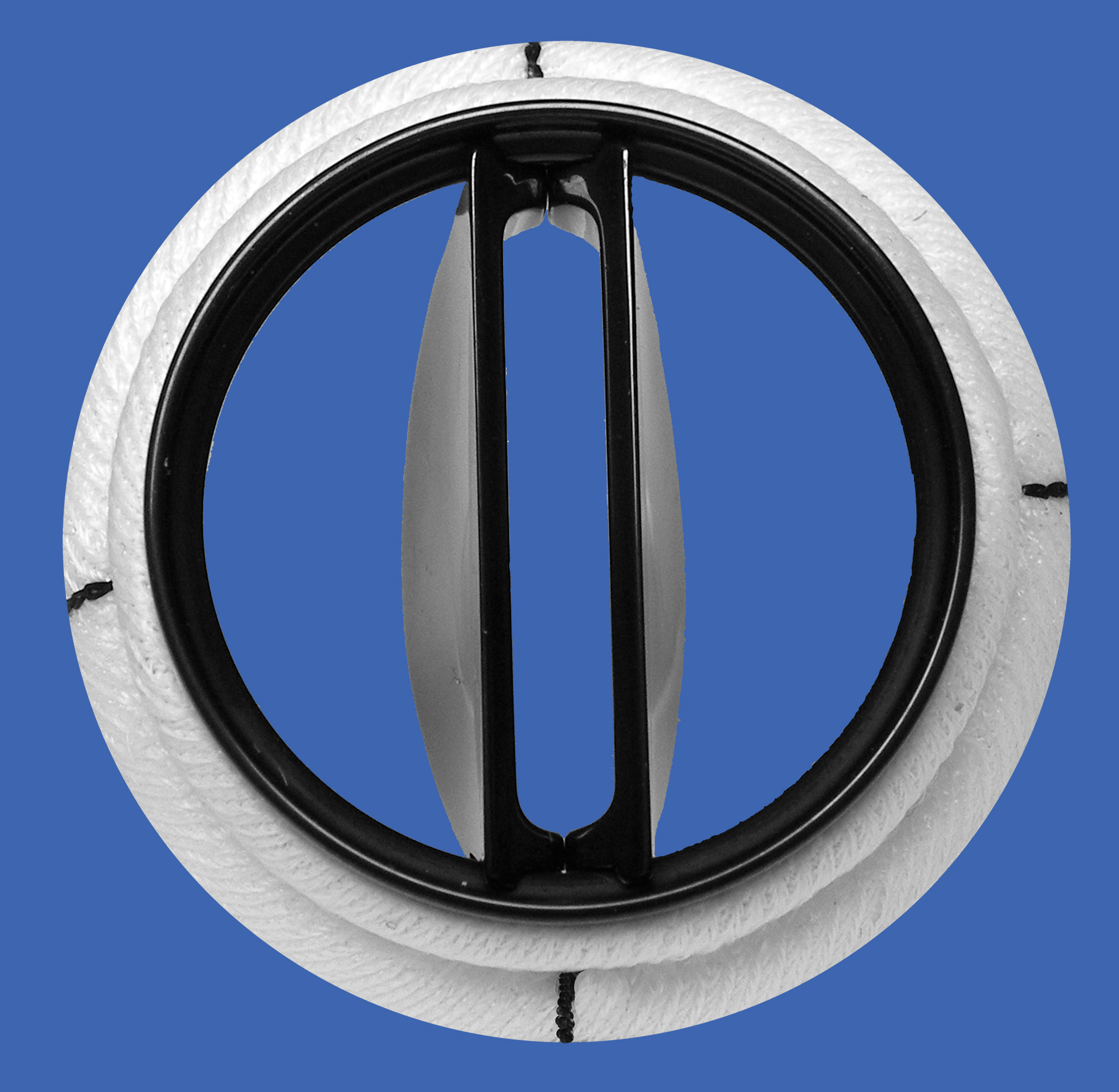
Митральный ПКС Карбоникс-1
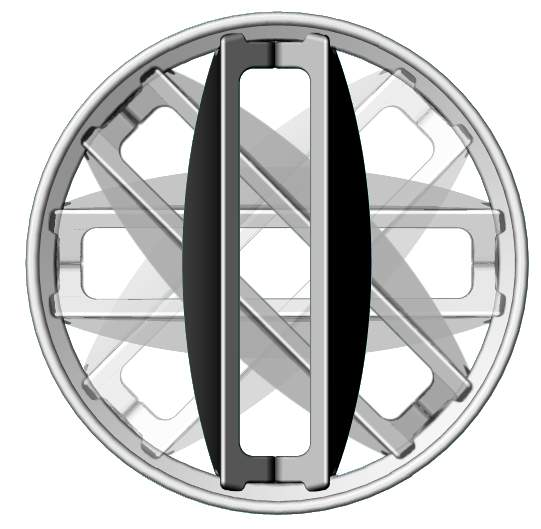
Схема вращения створок
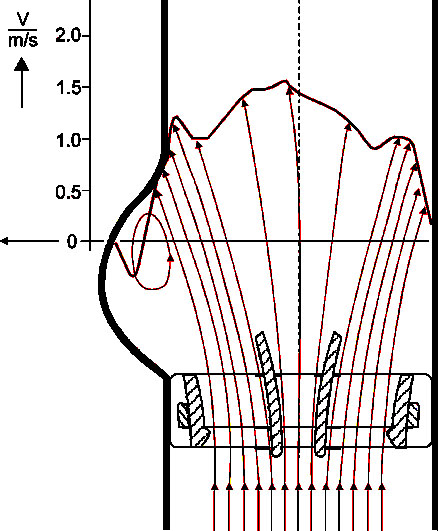
Профиль скоростей потока.

В 2002 году конструкция Карбоникс-1 была модернизирована. Корпус протеза и запирающие элементы в виде двух поворотных створок стали изготавливаться из монолитного изотропного пиролитического углерода (углеситалла), легированного бором.
Манжеты протеза выполнены из полиэфирного основовязаного полотна с пористостью, необходимой для прорастания в процессе вживления. С 2007 года аортальные клапаны выпускают с редуцированной, стандартной, супрааннулярной, универсальной манжетами, а митральные с супрааннулярной и интрааннулярной манжетами. Выпускаются 12 типоразмеров протезов Карбоникс-1: по шесть для аортальной (20, 22, 24, 26, 28, 30 мм) и митральной (24, 26, 28, 30, 32, 34 мм) позиций.
В 1995 году протез Карбоникс-1 был удостоен Гран-при XLIV Всемирного салона изобретений «Эврика-95» (Брюссель). В разные годы его экспортировали в 17 стран Европы, Африки, Азии и Америки под торговой маркой JYROS (наибольший зарубежный опыт применения накоплен в Великобритании).
В ходе исследований было установлено, что на клапанах не возникают кавитационные эффекты, и был рассчитан прогнозируемый срок службы протеза — 375 лет.

### Протезы марки Мединж
В 1993 году группа разработчиков клапанов ЛИКС-2 и Карбоникс-1 под руководством С. В. Евдокимова и А. П. Мельникова организовала в Пензе новое предприятие ЗАО НПП «МедИнж». За основу конструкции нового клапана был принят Карбоникс-1, однако в геометрию створок и корпуса были внесены существенные изменения. Створки сложной геометрической формы, у которых восходящая, обращённая к прямому потоку крови, поверхность имеет вид вогнутой цилиндрической поверхности, а нисходящая, обращённая к обратному потоку крови поверхность, выполнена в виде двух плавно пересекающихся плоскостей, плотно прилегают к корпусу по всему периметру, что обеспечивает практически нулевую регургитацию. Створки протеза выполнялись из изотропного пиролитического углерода (углеситалла), мелкозернистая структура которого позволила получать запорные элементы с полированной поверхностью высокого класса чистоты. Для изготовления корпуса был использован пирографит, манжеты протезов изготавливают из полиэфирной ткани или углеродной ткани витлан.
В ходе начатых в 1994 году клинических испытаний клапанов, названных Мединж, были зафиксированы случаи тромбоза протеза. Для их предотвращения в конструкцию внесли изменения: в креплении створок применили шарнир Гука, когда зацепление деталей производится выступами (были выполнены по два выступа на боковых поверхностях створок и кольцевой выступ на корпусе, входящий меж них — что создало зазоры для омывания кровью всех поверхностей шарнира). На плоскости смыкания створок  выполнили щели для прохождения регургитационной струи крови для омывания опорных кулачков на створках. На торцевой поверхности корпуса, обращённой к прямому потоку, появился кольцевой буртик для защиты кромки створок от наползания паннуса с манжеты. Была активизирована функция вращения створок вокруг центральной оси корпуса (период вращения уменьшился с 300 до 100 циклов открытия-закрытия клапана). Проведённая модернизация привела к резкому снижению количества тромбозов. В декабре 1995 года было получено разрешение на широкое клиническое применение клапана Мединж и его серийное производство. После поступления из кардиоцентров сообщений о случаях разрушения протезов, с 1997 года их корпуса также стал изготавливаться из углеситала, что дало двукратное увеличение запаса прочности.
С января 1999 года наименование усовершенствованного протеза изменяется на Мединж-2. С этого времени клапаны выпускаются с корпусом новой модификации.
В 1999 году была выпущена экспериментальная партия протезов, в манжету которых по технологии, разработанной в НЦССХ им А. Н. Бакулева, были импрегнированы гепарин, курантил и антибиотики (ципрофлоксацин, метронидазол). Выпускаются манжеты, содержащие серебряную нить.
В 2000 году с целью профилактики зарастания протезов паннусом была выпущена экспериментальная партия клапанов, у которых внешняя сторона манжеты была покрыта пористым фторопластом-4. Тогда же была разработана модификация для протезирования трикуспидального клапана (МДМ-Т).
В 2002 году по предложению хирургов из НЦССХ им. А. Н. Бакулева РАМН были изменены формы манжет. В настоящее время выпускаются аортальные Мединж-2 для супрааннулярной и интрааннулярной позиций, митральные для супрааннулярной, интрааннулярной и внекольцевой (надкольцевой) формами манжет. Выпускаются 13 типоразмеров протезов: семь для аортальной (17, 19, 21, 23, 25, 27, 29 мм) и шесть митральной (23, 25, 27, 29, 31, 33 мм) позиций.

### Протезы марки Роскардикс
В 2000 году ООО «Роскардиоинвест» (Москва) разработало двустворчатый протез Роскардикс, поставляемый в клиники с 2002 года. Его тонкостенный корпус выполнен из высокопрочного титанового сплава с имплантированным на заданную глубину углеродом. Заготовка корпуса делается методом высокоточной чеканки с последующей обработкой на электроискровом оборудовании. Расположенные внутри несущего кольца створки, имеющие специальный гидродинамический профиль, выполнены из изотропного пиролитического углерода (углеситалла) и нерентгеноконтрастны.
Узел крепления створок выполнен в виде сферических углублений в корпусе, в котором с зазором размещаются сферические выступы створок, что обеспечивает хорошее обмывание этих элементов потоком крови. Угол открытия створок составляет 83°. Пришивная манжета изготавливается из пористой полиэфирной ткани. При имплантации требуется выбрать и зафиксировать направление осей створок, для чего манжета снабжена метками и механизмом поворота корпуса.
Выпускаются 12 типоразмеров протезов: по шесть для аортальной (19, 21, 23, 25, 27, 29 мм) и митральной (23, 25, 27, 29, 31, 33 мм) позиций. Кроме стандартного исполнения, клапаны поставляются с увеличенной площадью проходного отверстия за счёт меньших размеров манжеты (по четыре типоразмера: для аортальной 17, 19, 21, 23 мм и для митральной 19, 21, 23, 25 мм), а также в супрааннулярном исполнении.
Высокая надёжность клапана обеспечивается технологией изготовления как корпуса, так и створок только из цельных монолитных материалов.

### Протезы марки ПЛАНИКС
В 1991 году Белорусский НИИ кардиологии Министерства здравоохранения БССР совместно с минским НПО «ПЛАНАР» разработал двустворчатый протез ПЛАНИКС-Д, который в настоящее время с успехом применяется на территории Белоруссии.
Корпус и створки протеза выполняются из изотропного пиролитического углерода (углеситалла), мелкозернистая структура которого позволила получать запорные элементы с полированной поверхностью высокого класса чистоты. Конструкция шарниров крепления створок в корпусе выполнена открытой с развитой поверхностью. Угол поворота створки при её рабочем ходе составляет 55°. Пришивная манжета снабжена бандажным устройством, что повышает надёжность конструкции клапана. Для выбора оптимальной ориентации клапана в процессе имплантации, его корпус имеет возможность проворота в пришивной манжете.
Выпускаются 10 типоразмеров протезов: по пять для аортальной (19, 21, 23, 25, 27 мм) и митральной (23, 25, 27, 29, 31 мм) позиций.
Новой разработкой ГНПО «Планар», направленной на совершенствование конструктивных особенностей клапанов и применение новых композитных материалов, является модель ПЛАНИКС-Т. Её корпус выполнен из титана, поверхность которого покрыта алмазоподобной плёнкой, уменьшающей тромбогенность, пришивная манжета выполнена из поливинилхлоридной ткани, импрогнированной ионами серебра, уменьшающими риск инфекционных осложнений, а створки — из углеситала.

### Обзоравторских свидетельствипатентов
Основные направления усовершенствования конструкций отечественных двустворчатых клапанов можно проследить по многочисленным авторским свидетельствам СССР и патентам Российской Федерации. Так, с целью улучшения гемодинамических характеристик путём увеличения проходного отверстия внутренняя поверхность корпуса протеза выполнялась в виде диффузором, причём часть наружной поверхности корпуса на выходе протеза выполнялась вогнутой; изменялся профиль створок для увеличения угла открытия и быстродействия. Для повышения надёжности и долговечности, упрочения конструкции протеза клапана сердца, предотвращения выпадения створок проводилась модификация средства их поворота. Повышение надёжности протеза также достигалось введением в конструкцию упрочняющего элемента, снабжённого специальными лепестками с углублениями. За счёт увеличения площади контакта взаимодействующих поверхностей корпуса и створок достигалось уменьшение величины износа корпуса. Для повышения тромборезистентности, предотвращения гемолиза усовершенствовался угол поворота створок; обеспечивалось лучшее вращение створок; изменялась конфигурация створок. Для предупреждения паннуса, профилактики протезного эндокардита манжеты протезов дополняются плёнкой из фторопласта-4, серебряной нитью и импрегнируются гепарином, курантилом, цифрофлоксацином.

## Техника оперирования
Двустворчатые протезы благодаря своим конструктивным особенностям имеют ряд преимуществ перед поворотно-дисковыми моделями, обеспечивают стойкий гемодинамический эффект, механически надёжны и атромбогенны.
В настоящее время общепризнанным, традиционным доступом операции протезирования клапанов сердца является срединная стернотомия.
Доступ к аортальному клапану осуществляется посредством косопоперечной аортотомии на 8—10 мм выше устья правой венечной артерии, возможен аортотомный разрез выше комиссур с продолжением к середине некоронарного синуса. Ряд кардиохирургов применяет поперечную аортотомию в восходящей части аорты. Техника фиксации протеза при аортальном протезировании разнообразна, в зависимости от ситуации.
Простой узловой шов без прокладок используется во всех ситуациях при достаточно выраженном фиброзе кольца, но без грубого кальциноза. Техника его выполнения проста: вкол иглы производится со стороны аорты через фиброзное кольцо с выколом в желудочек и затем снизу вверх через манжету протеза. При этом каждый предыдущий шов служит держалкой, подтягивание за которую улучшает экспозицию следующего шва. Прерывистый 8-образный шов накладывается аналогичным образом с расстоянием между стежками 3—4 мм. Вывернутый (супрааннулярный) узловой матрасный шов с прокладкой накладывают прошиванием фиброзного кольца от аорты к желудочку и дальше в манжету протеза. Использование прокладок целесообразно при наличии тонких структур клапанного аппарата сердца у больных с ишемической болезнью сердца и с врожденными дисплазиями. При кальцинозе, переходящем на фиброзное кольцо клапана, целесообразно укреплять швы прокладками из фторопласта-4. Швы могут быть комбинированными — часть на прокладках, часть без них. Данный метод способствует профилактике наползания окружающих тканей (паннуса), нарушающего работу запирающих элементов. Невывернутый (субаннулярный) узловой матрасный шов с прокладкой, накладываемый со стороны желудочка к аорте, предпочтительно использовать при имплантации протезов в супрааннулярную позицию. Таким образом, прокладки швов могут располагаться либо на желудочковой, либо на аортальной сторонах фиброзного кольца. Размещение прокладок на желудочковой стороне позволяет имплантировать протез большего размера, особенно при узком фиброзном кольце. Применяется также непрерывный обвивной шов. Эта модификация фиксации протеза позволяет значительно сократить внутрисердечный этап операции. Отсутствие узелков является своего рода профилактикой тромбообразования, шов удобен и эстетичен.
Появление современных низкопрофильных протезов расширило возможности хирургической коррекции пороков аортального клапана при узком фиброзном кольце. Протезирование аортального клапана малыми протезами (19—21 мм) рекомендовано больным с площадью поверхности тела 1,7 м² и менее; при этом должен учитываться возраст пациента, уровень предполагаемой физической активности после операции, а для предупреждения протезно-пациентного несоответствия — индекс площади эффективного отверстия протеза.
У пациентов с узким фиброзным кольцом аортального клапана и площадью поверхности тела более 1,7 м² используется методика расширения корня аорты с последующим протезированием аортального клапана диаметром более 21 мм. На выбор метода реконструкции фиброзного кольца оказывает размер фиброзного кольца и этиология порока. При различных технологиях расширения корня аорты используют заплаты из ксеноперикарда, аутоперикарда и синтетических материалов. Выпуск протезов с супрааннулярной манжетой (с 1998 года Мединж, с 2007 года Карбоникс-1) позволил не прибегать к этим технологиям. При супрааннулярной технике имплантации протез фиксируется узловыми или П-образными швами, наложенными со стороны левого желудочка. Эта методика сохраняет геометрию аорты, позволяя увеличить диаметр минимум на 2 мм без увеличения объёма хирургического вмешательства.
Доступ к митральному клапану может быть осуществлён через левое или через правое предсердие и межпредсердную перегородку. При многоклапанном протезировании с сохранением створок митрального клапана и реконструкцией подклапанных структур возможен расширенный чрездвухпредсердный доступ. При одновременных операциях репротезирования митрального клапана и протезирования аортального клапана может быть использован трансаортальный доступ.
После вскрытия левого предсердия проводится его тщательная ревизия; обнаруженные тромботические массы удаляются. Стандартная методика включает в себя иссечение передней и задней створок митрального клапана, отступая от фиброзного кольца на 3—5 мм, отсечение хорд от папиллярных мышц на уровне перехода фиброзной ткани в мышечную. Протез выбирают на один размер меньше диаметра фиброзного кольца, определяемого по калибру. Для предотвращения дисфункции запирающих элементов при большом размере фиброзного кольца и малом объёме левого желудочка при выборе размера протеза учитывают соответствие габаритов протеза размерам левого желудочка, определяемым перед операцией ультразвуковым методом, а также визуально во время операции.
Техника фиксации протеза при митральном протезировании в целом не отличается от техники аортального протезирования.
Полноту движения запирающего элемента проверяют сенсорным щупом. В случае неполной экскурсии запирающего элемента следует переориентировать каркас клапана относительно пришивной манжеты. Хирургическая техника должна гарантировать отсутствие нарушения запирающего элемента из-за его соприкосновения со швами, узлами, остатками папиллярных мышц и сухожильных хорд.
Ориентация двустворчатых протезов в антианатомическом положении створок обеспечивает лучшие гемодинамические показатели и снижение нарушения ритма сердца по сравнению с неоптимальной ориентацией. Однако на практике, если не удаётся выбрать оптимальную ориентацию клапана в силу анатомических особенностей, хирург вынужден имплантировать протез таким образом, чтобы обеспечить беспрепятственное движение запирающего элемента.
В настоящее время используют пришивные манжеты, предназначенные для имплантации клапана на различных уровнях фиброзного кольца.
При интрааннулярной имплантации, снижающей вероятность развития параклапанной фистулы, пришивная манжета располагается на уровне фиброзного кольца. Показанием для такой имплантации является расширенное и сохранённое фиброзное кольцо. При супрааннулярной имплантации, при сохранении створок и подклапанных структур, двухклапанном протезировании пришивная манжета располагается над фиброзным кольцом. Субаннулярная манжета располагается под фиброзным кольцом и применяется при массивном его кальцинозе или осложнённом бактериальном эндокардите.

## Достоинства и недостатки двустворчатых клапанов
Основным преимуществом, позволившим занять этим клапанам лидирующее положение, является самый низкий профиль (среди механических клапанов), наличие центрального кровотока через клапан, а также устранение «зоны малого отверстия», ответственной за тромбозы и дисфункции поворотно-дисковых конструкций. Общим со всеми механическими клапанами недостатком является необходимость в пожизненной антикоагулянтной терапии. В то же время в случае заклинивания одной из створок не происходит мгновенного нарушения гемодинамики сердца. Гидродинамические свойства двустворчатых протезов бесспорно выше благодаря подготовленности створок к открытию за счёт их изначального наклонного положения. Тонкие створки вызывают меньший шум при работе. Качество жизни у пациентов с двустворчатыми клапанами более высокое, поэтому данные конструкции практически вытеснили из кардиохирургии поворотно-дисковые протезы.